# Озеров Петро Іванович
О́зеров Петро́ Іва́нович (нар. 5 березня 1956, Червоний Яр) — український краєзнавець, дослідник старообрядницьких друкованих книг, фахівець з філігранології. Першовідкривач понад 150 пам'яток археології на території Новомиргородського району. Завідувач музейної кімнати Новомиргородської міської ради. Лауреат Кіровоградської обласної краєзнавчої премії імені Володимира Ястребова (2015).

## Біографія
Народився 5 березня 1956 року в колишньому старообрядницькому селі Червоний Яр Кіровоградського району Кіровоградської області.
У 1971 році вступив на ветеринарне відділення Олександрійського сільськогосподарського технікуму, яке закінчив 1975 року. Після закінчення технікуму проходив службу в прикордонних військах у Центральній Азії. У 1980 році переїхав до Новомиргорода. Працював ветеринарним лікарем, був директором Новомиргородської районної інкубаторної станції.
Захопившись археологією, впродовж 1980-х років Петро Озеров самотужки відкрив ряд палеолітичних стоянок в околицях Новомиргорода, Коробчиного, Троянового, Андріївки та інших сіл Новомиргородського району, а також біля села Лип'янка Шполянського району Черкаської області. Поблизу села Троянове ним також було знайдено рештки мамонта. Петром Озеровим були відкриті поселення трипільської культури поблизу сіл Лікареве (етап ВІІ), Рубаний Міст та Петроострів (етап СІ), а також штольні з видобування кременю біля села Коробчине. В 1987—1990 роках ці поселення досліджувались експедицією Інституту археології АН УРСР під керівництвом Олени Цвек.
Впродовж 2001—2013 років був учасником археологічних експедицій Національного університету «Києво-Могилянська академія» з дослідження пам'яток кам'яної доби в басейні річки Велика Вись під керівництвом Леоніда Залізняка.
29 квітня 2016 року обраний лауреатом Кіровоградської обласної краєзнавчої премії імені Володимира Ястребова в номінації «Краєзнавчі розвідки з історії міст і сіл області» за наукове дослідження з генеалогії корінних жителів одного населенного пункту «Родова книга корінних жителів старообрядного села Красний Яр» та працю «Найдавніше минуле Новомиргородщини».
У науковому і краєзнавчому доробку Петра Озерова понад 30 публікацій у співавторстві з провідними українськими істориками та археологами.

## Музейна кімната
Починаючи з 1980-х років Петро Озеров зібрав унікальну колекцію палеонтологічних, археологічних та історичних артефактів, стародрукованих видань, фотографій, а також предметів побуту мешканців Новомиргородщини XIX — першої половини XX століття.
У 2013 році він ініціював створення музейної кімнати археологічних та краєзнавчих досліджень Новомиргородщини, яка розмістилась у приміщенні Новомиргородської міської ради. Власними зусиллями та з допомогою благодійників облаштував музейну експозицію, де зараз представлена частина зібраних ним експонатів (понад 2 тисячі).
Декілька тисяч віднайдених Петром Озеровим археологічних артефактів було передано до музейних установ Києва, Кіровоградського обласного краєзнавчого музею та Новомиргородського районного краєзнавчого музею.

## Праці
- Стоянка Вись та її місце у пізньому палеоліті України / Л. Л. Залізняк, М. М. Беленко, П. І. Озеров // Кам'яна доба України. — 2008. — Вип. 11. — С. 59-74.
- Дослідження стоянки Вись у 2009, 2010 роках та її місце у пізньому палеоліті України / Л. Л. Залізняк, М. М. Беленко, О. С. Федорченко, О. І. Нездолій, П. І. Озеров // Кам'яна доба України. — 2010. — Вип. 13. — С. 57-73.
- Озеров П. Родова книга коренных жителей старообрядческого села Красный Яр. — Днепропетровск, 2011. — Ч. 1. — 680 с. (рос.)
- Озеров П. Родова книга коренных жителей старообрядческого села Красный Яр. — Днепропетровск, 2011. — Ч. 2. — 600 с. (рос.)
- Найдавніше минуле Новомиргородщини / Колективна монографія. — Кам'яна доба України. — Вип. 15. — К.: Шлях, 2013. — 304 с.